# Markus Schopp
Markus Schopp (ur. 22 lutego 1974 w Grazu) – austriacki piłkarz, występujący na pozycji pomocnika, uczestnik Mistrzostw Świata 1998.

## Kariera klubowa
Jest wychowankiem Sturmu Graz, którego barwy reprezentował przez 4 lata, w 1996 zdobywając Puchar Austrii. Następnie wyjechał do niemieckiego Hamburgera SV, w którym grał w sezonach 1996/97 i 1997/98. Austriak nie mógł się jednak odnaleźć w Bundeslidze i wrócił do ojczyzny - ponownie do Sturmu. Powracając do klubu Austriakowi udało się zagrać w dwóch edycjach Ligi Mistrzów. W sezonie 1999-00 i w sezonie 2000-01, który był bardzo udany dla Schoppa, awansował do kolejnej rundy grupowej, jednak Sturm odpadł kończąc na trzecim miejscu. Austriak zdobył 5 bramek w tym sezonie pucharu UEFA. Barwy klubu z Grazu reprezentował przez 4 sezony, zdobywając z nim mistrzostwo Austrii 1998 i 1999. Latem 2001 piłkarza zakupiła włoska Brescia Calcio. W Serie A Schopp występował przez kolejne 4 lata. Później Austriak wrócił na jeden sezon do ojczyzny – tym razem do Red Bull Salzburg. Karierę zakończył w 2007 roku w amerykańskim New York Red Bulls. Karierę zakończył z powodu przewlekłych problemów z plecami.
| Sezon       | Klub               | Kraj              | Rozgrywki  | Mecze | Bramki |
| ----------- | ------------------ | ----------------- | ---------- | ----- | ------ |
| 1992/93     | Sturm Graz         | Austria           | Bundesliga | 3     | 0      |
| 1993/94     | Sturm Graz         | Austria           | Bundesliga | 32    | 0      |
| 1994/95     | Sturm Graz         | Austria           | Bundesliga | 34    | 5      |
| 1995/96     | Sturm Graz         | Austria           | Bundesliga | 33    | 5      |
| 1996/97     | Hamburger SV       | Niemcy            | Bundesliga | 27    | 3      |
| 1997/98 (j) | Hamburger SV       | Niemcy            | Bundesliga | 13    | 0      |
| 1997/98 (w) | Sturm Graz         | Austria           | Bundesliga | 13    | 1      |
| 1998/99     | Sturm Graz         | Austria           | Bundesliga | 30    | 4      |
| 1999/00     | Sturm Graz         | Austria           | Bundesliga | 27    | 6      |
| 2000/01     | Sturm Graz         | Austria           | Bundesliga | 31    | 9      |
| 2001/02     | Brescia Calcio     | Włochy            | Serie A    | 20    | 0      |
| 2002/03     | Brescia Calcio     | Włochy            | Serie A    | 23    | 2      |
| 2003/04     | Brescia Calcio     | Włochy            | Serie A    | 20    | 0      |
| 2004/05     | Brescia Calcio     | Włochy            | Serie A    | 17    | 1      |
| 2005/06     | Red Bull Salzburg  | Austria           | Bundesliga | 31    | 6      |
| 2006        | New York Red Bulls | Stany Zjednoczone | MLS        | 5     | 0      |
| 2007        | New York Red Bulls | Stany Zjednoczone | MLS        | 5     | 0      |
|             |                    |                   | Łącznie    | 364   | 42     |

### Kariera reprezentacyjna
Schopp rozegrał w reprezentacji Austrii 56 spotkań i strzelił 6 bramek. Jego debiut miał miejsce w eliminacjach do Mistrzostw Europy 1996 w spotkaniu przeciwko Łotwie. Piłkarz występował też na Mistrzostwach Świata 1998, na których Austria nie wyszła z grupy. Schopp rozegrał tam tylko 1 mecz, wchodząc z ławki w potyczce z Chile. Reprezentant Austrii ponownie mógł dostać się do Mistrzostw Świata, tym razem w Korei i Japonii. W kwalifikacjach Austria zajęła drugie miejsce za Hiszpanią, Schopp wraz z reprezentacją został wyeliminowany przez Turcję, której udało zdobyć się nieoczekiwanie trzecie miejsce na turnieju.